# Ромодановский, Андрей Григорьевич
Князь Андрей Григорьевич Ромодановский (ум. 15 мая 1682) — русский государственный и военный деятель, стольник, воевода и боярин во времена правления Алексея Михайловича и Фёдора Алексеевича.
Из княжеского рода Ромодановские. Старший сын боярина князя Григория Григорьевича Ромодановского (ум. 1682) и Анастасии Ивановны. Имел младшего брата князя Михаила Григорьевича (ум. 1714).

## Биография

### Служба Алексею Михайловичу
В июле 1662 году приехал к государю из Канева от Григория Ромодановского с сеунчем о разбитии войска Юрия Хмельницкого в битве под Каневом и о взятии у него обоза и двадцати двух пищалей. В 1668—1676 годах в Боярской книге записан стольником.
В 1668 году князь Андрей, находясь под командованием отца, участвовал в военных действиях русской армии против правобережного гетмана Петра Дорошенко и его наказного гетмана на Левобережье Демьяна Многогрешного. После взятия Чернигова Андрей во главе отдельного отряда был послан отцом под Седнев, где стоял Многогрешный с войском. В битве под Седневом Андрею Ромодановскому удалось нанести поражение наказному гетману, после чего тот начал переговоры с царским правительством о возвращении в подданство царя.
Григорий Ромодановский, начавший отходить к Путивлю, послал сына с небольшим отрядом с сеунчем в Москву, однако под Гайвороном отряд Андрея Ромодановского наткнулся на крупное войско крымских татар и Дорошенко. Потерпев поражение, Андрей Ромодановский с ранением в шею был взят в плен крымскими татарами. Был доставлен в Крым, где его заключили в крепость Чуфут-Кале, где содержался в тюремном заключении с боярином Василием Борисовичем Шереметевым, который относился к нему с большим сочувствием.
В 1671 году крымский хан Адиль Герай (1666—1671) решил освободить из плена В. Б. Шереметева и А. Г. Ромодановского, но не успел этого сделать, так как был отстранен султаном от престола. Новым крымским ханом был провозглашен Селим Герай, который отменил приказ своего предшественника. Крымский хан отправил своего ближнего человека в Чуфут-Кале, где он встретился с Андреем Ромодановским. Ханский посланец запросил у князя за его освобождение выкуп в размере 80 тысяч ефимков. «Больше 10000 за меня не дадут», — ответил князь Андрей — «Как не дадут? — отец твой боярин и владеет всею Украийной, хотя с шапкою пойдет, то соберет с Украйны больше 100000 рублей». — «Хотя бы хан велел меня замучить, то больше 10000 не будет», — ответил Андрей Ромодановский.
В 1674 году московский воевода на Левобережной Украине отец князь Г. Г. Ромодановский писал царю Алексею Михайловичу о бедственном положении Севского и Белгородского полков и о своих семейных невзгодах: «Сынишка мой Мишка служит шесть лет без перемены, а другой мой сынишка Андрюшка, за тебя разлив свою недозрелую кровь, в томительной нужде в Крымском плону, в кандалах, живот свой мучит седьмой год».

### Служба Фёдору Алексеевичу
В 1677 году начались переговоры между Русским государством и Крымским ханством о заключении мира, размене и выкупе пленных. В. Б. Шереметев и А. Г. Ромодановский были доставлены из Чуфут-Кале в Азов. После безрезультатных переговоров знатные пленники были отвезены из Азова в Чуфут-Кале.
В 1680 году в Бахчисарай прибыли русские посланцы Зотов и Тяпкин. На переговорах крымский хан обещал им отпустить пленников, но потребовал за них денежный выкуп. Осенью 1681 года после заключения Бахчисарайского мирного договора между Русским государством и Крымским ханством знатные московские пленники Шереметев и Ромодановский были выкуплены из татарского плена. В ноябре 1681 года князь Петр Иванович Хованский с военным отрядом, присланный русским правительством в Переволочну для размена пленных, вернулся в Курск вместе с пленниками. 12 ноября они прибыли в Ахтырку, откуда князь П. И. Хованский отправил Андрея Ромодановского и В. Б. Шереметева в Хотмыжск, оттуда князь Ромодановский отправился в свою епифанскую вотчину.
В 1682 году боярин князь Андрей Григорьевич Ромодановский числился сороковым в Боярской думе и подписался в грамоте Земского собора об отмене местничества.
В мае 1682 года после смерти царя Фёдора Алексеевича в Москве произошел стрелецкий бунт. По свидетельству А. С. Матвеева восставшие стрельцы умертвили боярина князя Г. Г. Ромодановского и его старшего сына Андрея.
Имеется упоминание, что после убийства погребён патриархом Иоакимом у Спаса на новом.

## Семья
12 февраля 1682 года Андрей Григорьевич Ромодановский женился на княгине Евдокии Фёдоровне Хилковой, дочери стольника Фёдора Михайловича Меньшого Ртищева и вдове стольника князя Фёдора Фёдоровича Хилкова (ум. 1681). По родословной росписи показан бездетным.

## Критика
В княжеском роде Ромодановских был ещё князь Андрей Григорьевич Ромодановский, упомянутый в сентябре 1608/09 года в войсках против поляков осаждающих Троице-Сергиев монастырь и погибшего там 20 сентября в бою под селом Рахмановым, указанного у П. В. Долгорукова под № 39.